# Baltasar von Marradas

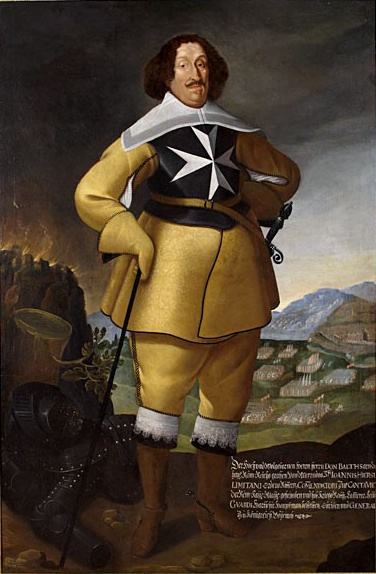
Baltasar von Marradas auf einem Gemälde eines unbekannten Künstlers, 1. Hälfte des 17. Jahrhunderts

Don Baltasar de Marradas et Vique oder Maradas (* 28. November 1560 in Valencia; † 12. August 1638 in Prag) war ein spanischer Adliger, Ritter des Malteserordens, kaiserlicher Feldmarschall während des Dreißigjährigen Krieges und Statthalter in Böhmen.

## Leben

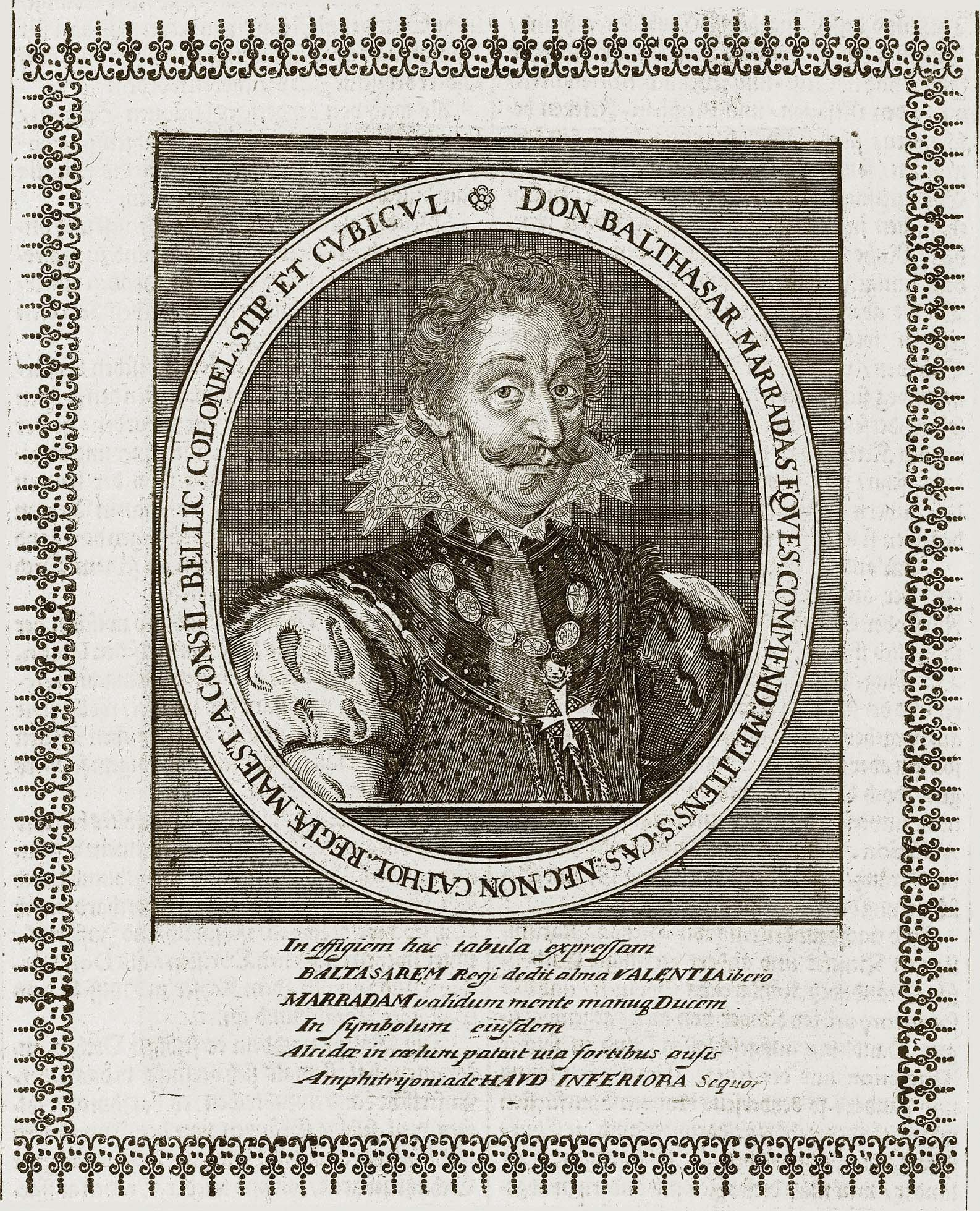
Kupferstich mit dem Porträt Baltasar von Marradas aus dem Werk Theatrum Europaeum von 1662

Er stammte aus einer alten spanischen Adelsfamilie. Seine Eltern waren Gaspar de Marradas Soler († 1569) und Anna Vic Manrique. Marradas kam 1599 an den Hof Kaiser Rudolfs II. und avancierte dort zum Kriegsrat. 1606 wurde er von Erzherzog Ferdinand, dem späteren Kaiser Ferdinand II., zu seinem Kämmerer ernannt.
Im Friauler Krieg von 1617 kämpfte er gegen die Republik Venedig und verteidigte nach dem Tod des habsburgischen Oberbefehlshabers Adam von Trautmannsdorff erfolgreich die belagerte Stadt Gradisca. Bei dieser Gelegenheit lernte er wahrscheinlich Wallenstein kennen, der Verstärkung in die Stadt brachte. 1618 zog Marradas mit einem spanischen Reiterregiment in den Krieg gegen die aufständischen Böhmischen Stände und deckte den Rückzug der kaiserlichen Armee unter Graf Buquoy. Für seine Tapferkeit machte Ferdinand II. ihn im Juni 1619 zum Generalwachtmeister.
Die Gunst des Kaisers brachte ihm zusammen mit seinen Brüdern Franz und Georg 1621 die Erhebung in den Reichsgrafenstand. Mit reichlich Landbesitz aus der Güterkonfiskation von Anhängern des Ständeaufstands versehen, residierte er auf Schloss Frauenberg an der Moldau. Das Dominium Künisches Gebirge und die Burg Velhartice verkaufte er später an Oberst Don Martin Hoeff Huerta Freiherr von Welhartitz. 1622 wurde Marradas zum Generalobristen über die Reiterei befördert, die nächsten beiden Jahre kämpfte er unter Hieronymus von Caraffa in Ungarn gegen den Aufstand Gábor Bethlens.
Nach Wallensteins Ernennung zum Oberbefehlshaber 1625 musste Marradas vorübergehend von seinem Posten zurücktreten. 1626 kehrte er als Feldmarschall zur Armee zurück und zeigte sich fähig bei der Nachschubversorgung. Seit Mai 1627 als Generalleutnant offiziell Wallensteins Stellvertreter, nahm er die nächsten Jahre nicht aktiv am Kriegsgeschehen teil. Auf dem Reichstag im Jahr 1630 in Regensburg, der zu Wallensteins Absetzung führte, war Marradas Berater des Kaisers. Anfang 1631 begleitete er Infantin Maria Anna von Spanien nach Wien auf dem Weg zu ihrer Hochzeit mit dem Kaisersohn König Ferdinand von Ungarn.
Im Herbst 1631 lieferte er Prag kampflos an die anrückenden sächsischen Truppen unter Hans Georg von Arnim-Boitzenburg aus. Nach weiteren Misserfolgen in Schlesien wurde er 1632 auf Betreiben Wallensteins abgesetzt. Die frühere Wallensteinforschung rechnete Marradas zu den Drahtziehern bei dessen Ermordung im Februar 1634. Die neuere Forschung ist davon abgerückt und sieht ihn nur noch als Gegner des Generalissimus, der aber nicht dem engeren Kreis der Verschwörer gegen jenen angehörte.
Er starb 1638 unverehelicht als Geheimer Rat und Statthalter von Böhmen. Sein Neffe Don Francisco de Marradas Graf von Salent, Sohn seines Bruders Georg Graf de Marradas, erbte von ihm die südböhmischen Liegenschaften Wodnian (Vodňany) und Frauenberg (Hluboká nad Vltavou), welches dieser im Jahre 1661 für 385.000 rheinische Gulden (fl. (rh.)) an Johann Adolf Graf, nachmalig Reichsfürst zu Schwarzenberg, verkaufte.